# Contes du Canard enchaîné

Dès son premier numéro en 1915, le Canard enchaîné a publié des contes.
Les uns sont signés d'écrivains célèbres :
- Jean Cocteau
- Rajki (pseudonyme de Raymond Radiguet)
- Tristan Bernard
- Roland Dorgelès
- André Dahl

Les autres de journalistes :
- Victor Snell
- Whip
- Rodolphe Bringer